# Felipe López (baseball)
Pour les articles homonymes, voir Felipe López et López.
Felipe López (né le 12 mai 1980 à Bayamón, Porto Rico) est un joueur d'avant-champ au baseball évoluant en Ligue majeure depuis 2001. Il est actuellement agent libre.

## Carrière
Felipe López est le choix de première ronde (8e joueur sélectionné au total) des Blue Jays de Toronto en 1998. Il joue sa première partie dans les majeures le 3 août 2001.
Il joue pour les Blue Jays jusqu'à la fin de la saison 2002, avant de s'aligner pour les Reds de Cincinnati (2003-2006), les Nationals de Washington (2006-2008), les Cardinals de Saint-Louis (2008), les Diamondbacks de l'Arizona (2009) et les Brewers de Milwaukee (2009).
En 2005, il est invité au match des étoiles comme porte-couleurs des Reds. Il termine la saison avec certaines de ses meilleures statistiques offensives (23 coups de circuit et 85 points produits) et une moyenne au bâton de ,291. On lui remet le Bâton d'argent du meilleur joueur d'arrêt-court offensif de la Ligue nationale pour la saison 2005.
Il a réussi 44 buts volés au total pour Cincinnati et Washington en 2006. La saison suivante, il en a volé 24 pour les Nationals.
Le 19 juillet 2009, il est échangé des Diamondbacks aux Brewers contre deux espoirs des ligues mineures (le lanceur Roque Mercedes et le voltigeur Cole Gillespie).
Au cours de la saison 2009, partagée entre Arizona et Milwaukee, ce frappeur ambidextre maintient sa moyenne au bâton la plus élevée en carrière : ,310 en 151 parties jouées. Il atteint un sommet personnel de 187 coups sûrs.
Devenu agent libre après la saison 2009, il signe le 27 février 2010 un contrat d'un an avec l'une de ses anciennes équipes, les Cardinals de Saint-Louis. Durant ce second séjour avec les Cards, il joue à six positions. Le 17 avril 2010, il est utilisé comme lanceur pour la première fois de sa carrière : il lance en relève la 18e manche d'un marathon de 20 manches perdu par les Cardinals, 2-1 face aux Mets à Saint-Louis. Lopez n'accorde qu'un but-sur-balles durant cette manche au monticule. En 109 parties avec les Cardinals en 2010, Lopez frappe pour ,231 avec 7 circuits et 36 points produits, avant d'être libéré de son contrat le 21 septembre.
Le 25 septembre 2010, il accepte un contrat offert par les Red Sox de Boston.
Le 2 février 2011, il accepte une entente des ligues mineures avec les Rays de Tampa Bay. Il amorce l'année avec l'équipe mais il retourne à Milwaukee en cours de saison lorsque son contrat est racheté par les Brewers le 28 juillet.
Joueur de troisième but à ses premiers matchs pour Toronto en 2001, Lopez est muté à l'arrêt-court la saison suivante. Depuis 2008, il est surtout utilisé au deuxième but.